# Оптички телескоп
Оптички телескоп (грчки: теле = далеко, скопеин = гледати, τηλεσκόπος - телескопос) је оптички инструмент који користи део електромагнетног спектра - видљиву светлост за коју извори обично наводе опсег таласне дужине ːод 400 nm до 700 nm. Оптички телескопи увећавају количину светла посматраног објекта, раздвајају блиске тачке на посматраном објекту више него што би могло само око посматрача, као што и повећавају видни угао под којим се види посматрани објекат у односу на видни угао под којим види човечје око.
Оптички телескопи увећавају својим објективима (огледала или сочива) количину светла од посматраног објекта. Што је већи пречник објектива, то је ухваћена већа количина светла посматраног објекта и детаља на њему, што даје јаснију и веродостојнију слику. Окулар (систем сочива) прихвата од објектива увећану количину светла посматраног објекта и детаља на њему, па их тако раздвојене увећава и прослеђује у посматрачево око. Тако се телескопом раздвајају блиске тачке на посматраном објекту више него што би то могло само око посматрача, као што се врши и увећање повећањем видног угла под којим се види посматрани објекат у односу на видни угао под којим види човечје око.

## Историја оптичког телескопа
Први телескоп је био оптички - рефрактор а његов оптички део чинила су сочива. Настао је у Холандији и начинио га је Ханс Липерши. Легенда каже да су „магичну цев“, како се телескоп тада називао, открила његова деца играјући се сочивима из очеве радионице. Новост се великом брзином пронела Европом и 1609. године дошла је и до Галилео Галилеја. који је одмах направио један телескоп за себе. Славни физичар је први човек који је нови инструмент уперио у небо и тиме отпочео еру телескопске астрономије. Четиристотине година после овог великог догађаја, 2009. година се обележила као Међународна година астрономије. Већ почетком 1610. својим телескопом је направио велика открића. Открио је да месец није савршено полирана сфера како је то учио Аристотел и измерио је висину месечевих планина. Уочио је пеге на Сунцу и помоћу њих одредио колико времена треба Сунцу за окрет око своје осе. Уочио је Јупитер и пронашао четири највећа Јупитерова месеца као и фазе Венере, и битну чињеницу да се Млечни пут састоји од огромног броја слабих звезда.
Јохан Кеплер је 1611. године направио прву варијанту оригиналне Липершиове конструкције уводећи уместо биконкавног сочива које представљало окулар, биконвексно сочиво које је било тако смештену да му је фокус падао на исто место где и фокус сочива, које је представљало објектив. Међутим, сви ови телескопи имали су велике грешке сочива, пре свега јаку хорматску аберацију, због чега су све слике биле снажно обојене.
Године 1630. Вилијам Гаскон у фокусној равни фиксира унакрсно, под правим углом, пар нити којим се телескоп лакше усмерава ка заданом објекту посматрања. (Нишан). Овај проналазак је тек оживео 1665. године када га је применио Жан Пикар. Значај овог проналаска био је у томе што је и најслабији телескоп тога доба био 20 пута прецизнији од мерења које је без оптичких инструмената вршио Тихо де Брахе.
Озбиљан проблеми хроматске аберације решавали су и тако да су се правили телекопи са огромним жижним даљинама, односно са огромним конструкцијама инструмената. Тако је телескоп Јохан Хевелије из друге половине 17. века био дуг 40 m.
Око 1660. године Исак Њутн предлаже другачију оптичку конструкцију телескопа. Начинио је први телескоп са огледалима, тзв. рефлектор. Тај први рефлектор је имао пречник огледала од свега 3,5 cm. и фокус од 16,5 cm. Главно огледало било је од метала издубљено у облику конкавног параболоида. За слање зрака светлости према окуларау кориштено је равно огледало. Џејмс Грегори, шкотски математичар, уводи своју верзију рефлектора са елиптичним удубљеним секундарним огледалом. 1672. године, француски вајар и љубитељ астрономије Лоран Касегрен развија телескоп рефлектор са конвексним хиперболоидним секундарним огледалом. Овај тип телескопа је и данас остао код свих модерних телескопа под називом Касегренов телескоп. Квалитетна слика коју су давали рефлектори учинила је да су се за неко време потиснули рефракторски телескопи.
Године 1775. Џон Доллонд производи први ахроматски дублет, тј. објектив грађен од два сочива од разних врста стакала. Тиме се вршила, врло успешна компензација хроматске аберације.
Значајан допринос развоју телескопа припада и Вилијаму Хершелу иначе познатом по откирћу планете Уран. Његов инструмент био је пречника 120 cm.
1845. године Вилијам Парсонс познатији као Гроф од Росе конструисао је џиновски телескоп чији је пречник износио 180 cm.
Ови рани рефлекторски телескопи имали су огледала од метала и нису били отпорни на атмосферске, посебно температурне промене, које су их искривљивале и мењале дужину фокуса. Све то је водило поново размишљању и конструкцијама рефракторских телескопа. Тако Јозеф Фраунхофер прави изузетно квалитетне објективе и помињу га као оца немачке екваторијалне монтаже, која је и данас у примени код мањих и средњих телескопа.
Изградња рефрактора са пречницима од 102 cm. за опсерваторију Јеркс завршена је ера великих рефрактора. Кристијан Хајгенс 1864. године, у Лондону, врши прва спектрална посматрања звезда и маглина.
Године 1850, Карл фон Штајнхајл и Леон Фуко праве, први пут, стаклене дискове избрушене у потребном облику. Та прва стаклена огледала била су пресвучена сребром, као рефлективном површином. Од тада, па до данашњих дана телескопи рефлектори, са огледалима израђеним од све квалитетнијих врста стакла, доминирају у свету оптичких телескопа.

## Принцип рада оптичког телескопа
Оптички телескопи увећавају својим објективима (огледала или сочива) количину светла од посматраног објекта (део електромагнетског спектра-видљива светлост). Што је већи промер објектива то је ухваћена већа количина светла посматраног објекта и детаља на њему, што даје јаснију и веродостојнију слику. Окулар (систем сочива)прихвата од објектива увећану количину светла посматраног објекта и детаља на њему, па их тако раздвојене увећава и прослеђује у посматрачево око. Тако се телескопом раздвајају блиске тачке на посматраном објекту више него што би то могло само око посматрача, као што се врши и увећање повећањем видног угла под којим се види посматрани објекат у односу на видни угао под којим види човечје око. Постојање телескопа обмогућује чињеница истекла из феномена светлости чије су основне две карактеристике садржане у њеној особини да се рефрактује (светлост успорава или убрзава проласком у другачије густу оптичку средину па тако мења угао кретања) и рефлектује.

## Подела

### Подела оптичких телескопа према месту постављања
- Стационарни (фиксирани за планету земљу)
- Мобилни (у мелђупланетарном простору) Телескоп Хабл

### Подела према начину стварања слике
Оптички телескопи се деле на рефракторе и рефлекторе. 
- Телескопи који имају сочиво као објектив: зову се рефрактори јер код њих слика настаје преломом светлости (рефракцијом) на површинама сочива. Делимо их на рефракторе Галилијевог типа, рефракторе Кеплеровог типа, ахромате и апохромате. Код рефракторе Галилијевог типа објектив је расипно (конкавно) сочиво, а код Кеплеровог типа је сабирно (конвексно) сочиво. Ахромати имају објектив састављен од два оптичка елемента, два сочива. А апохромати имају објективе састављене од више сочива - квалитетно, али и скупље решење.

- Телескопи који имају огледало као објектив су рефлектори. Код њих слика настаје одбијањем, рефлексијом са површине огледала. У честој је употреби рефлектор Њутновог типа, којег је први конструисао Исак Њутн. Постоје још други типови рефлектора: Грегоријев, Касегренов, Хершелов тип, и модернија Ричи-Кретјен конструкција телескопа.
- Катадиоптери су слични рефлекторима иако имају нешто друкчију конструкцију. Скупљају светлост помоћу сочива и огледала, а главна предност им је компактност. Примери су Шмитова камера, Шмит-Касегренов телескоп, телескоп Максутова.

Познати типови телескопа су: Кеплеров рефрактор, Њутнов рефлектор, Грегоријев рефлектор, Касегренов рефлектор, итд.

## Грађа
Сваки стационирани оптички телескоп мора да има објектив , окулар и трагач или тржиоц, а они са већом снагом приближавања и мотор којим се компензује привидно кретање небеских објеката. Зависно од врсте оптичког телескопа, они имају и конструкције у којима су смештени оптички делови као што је тубус код рефрактора, или нека другачија конструкција честа код рефлектора.
Стационарни оптички телескопи, фиксирани за планету земљу, су постављени на стативе или постоља. Они су стационирани по локацији на којој су за стално постављени, али они су покретни, задовољавајући потребе праћења кретања планете Земље односно привидног кретања астрономских објеката око ње.
- Објектив је део телескопа ближи објекту посматрања. Грађен је од сочива, тачније систем сочива или конкавног огледала. Светлост која је ушла кроз део телескопа који се зове објектив, било да се рефлектује од огледало или рефрактује сочивом, поштујући законе оптике, сконцентрисана и усмерена ствара реалну, обрнуту и умањену слику далеког небеског објекта у равнини задње жижне даљине објектива. Објектив, тј. телескоп, је јачи што прикупи више светла од далеког небеског објекта.
- Окулар је део телескопа ближи оку. Смештен је у тубусу или конструкцији телесопа тако да му је равнина предње жижне даљине у равнини задње жижне даљине објектива, односно у равнини слике небеског објекта добијене објективом. Окулар - сочиво, тачније систем сочива, објективом добијену реалну, обрнуту и увећану слику удаљеног небеског објекта, још увећава и пројектује у жижи мрежњаче ока коју мозак посматрача дешифрује, тј. види као слику небеског објекта.
- Део телескопа је и трагач или тражиоц. То је оптички нишан постављен на телу телескопа примерен оптичкој оси телескопа. Он има неупоредиво слабију оптичку моћ, па се њиме лакше и брже проналази и поставља оптички систем телескопа ка траженој небеској дестинацији.

## Стационарни оптички телескоп је инструмент који се покреће
Пошто се планета Земља окреће, посматрачима са површине планете се привидно крећу сви небески објекти. Зато, телескоп фиксиран уз планету Земљу мора, уважавајући ово окретање, да анулира и компензује сталне покрете посматраног објекта, јер их једино тако може континуирано посматрати. Тачније, и телескоп се мора окретати истом брзином као и планета Земља, али сада супротно од смера њеног окретања. Ово кретање телескопа се обезбеђује мотором за покретање телескопа. Значи, телескоп није статичан инструмент. То додатно отежава и његову конструкцију и астрономска посматрања уопште.
Да се посматрани објекат не би губи из вида није довољно да се стационарни телескоп само креће брзином окретања планете Земље у супротном смеру, већ се телескоп мора поставити поштујући одређене услове. Једино тако постављен може успешно да прати привидно кретање небеских објеката. Постоји неколико начина, зову се монтаже, његовог постављања.

## Основне монтаже телескопа
Према монтажи телескопе делимо у две основне врсте: 
- азимутална монтажа - телескоп померамо по смеру - азимуту и висини, елементима хоризонстког координатног система, и
- екваторијална монтажа - код које телескопи имају азимуталну осу нагнуту паралелно са поларном осом Земље, под углом који се одређује географском ширином тачке из које се посматра, односно углом под којим се из те тачке види звезда Северњача. На овај начин се лако компензује привидно кретаље небеског објекта.

Телескоп се помера по двема коортинатама небеског екваторијалног координатног система:
- деклинацији - деклинацијиској оси: угао објекта од небеског екватора, изражен у степенима од +90° do -90° и
- ректасцензији - часовоној оси, која је еквивалент географској дужини у земљином координатном систему, која дефинише положај објекта мерен у угловним степенима, или у часовима, минутама и секундама (1 час = 15°).[3][7]

## Основни параметри телескопа
- Угаоно повећање - повећање телескопом, је број који каже колико је пута ваћа слика објекта, односно колико је пута већи угао под којим се он види, него када би објекат могли посматрати без оптичких помагала. Угаоно повећање говори колико се неки предмет чини већим него кад га гледамо „голим“ оком. Оно је једнако омеру, односно количнику жижних даљина објектива и окулара. Тако да смањивањем жижне даљине окулара, односно делиоца, примерено рачунској логици разломка, повећавамо укупно увећање телескопом. Али укупно увећање, тј. укупни „Угао повећања“, је могуће само до једне границе. Јер, ако објектив није унео довољно светла и раздвојио довољно блиске тачке на објекту, свако увећање окуларом је бесмислено. Увећана слика ће остати и нејасна, и претамна. Значи да су границе повећања телескопом одређене, пре свега, моћи објектива.
- Светлосна моћ - кроз телескоп се небески објекти виде сјајнији. Телескоп има већу светлосну моћ од ока. Зеница ока има у највећој тами не више од 7 mm промера, док двоглед или телескоп имају много веће промере објектива. Светло скупљено са веће површине омогућује уочавање мање сјајних објеката. Светлосна моћ телескопа је већа што је већи пречик, или промер, или дијаметар објектива.
- Видно поље - највећи угао под којим видимо објекте у окулару. Окулари који дају веће повећање имају мање видно поље.
- Разлучивост - телескоп већег промера објектива има боље разлучивање - раздвајање међусобно блиских тачака на објекату.

Коначна разлучивост је последица огиба светлости - дифракције. Разлучивост зависи од промера пукотине кроз коју светлост пролази (у овом случају објектив) и таласној дужини светлости. Природа намеће таква ограничења и нама, тако да уз пречник зенице коју имамо и таласне дужине видљиве светлости, не можемо разазнати предмете које видимо под углом мањим од 1' (1 лучне минуте).
Величина промера објектива је директно пропорционална и увећању и моћи раздвајања.
Овај однос је срећна и одлучујућа околност оптичког телескопа. Већи промер телескопа, тј. већи промер објектива, поред тога што постиже веће „Угаоно увећање“, даје и бољу резолуцију, односно боље разлучје тј. раздваја блиске тачке на посматраном небеском објекту.

### Најбољи и највећи оптички телескопи данас
Поред што веће дифракционе моћи, на квалитет телескопа утиче и величина огледала.
У највеће телескопе - рефракторе спадају:
- Yerkes (102 cm)
- Lick (90 cm)
- Paris (83 cm)
- Pulkovo (76 cm)
- Beograd (65 cm)

У највеће телескопе рефлекторе спадају:
- Gran Telescopio Canarias (10,40 m)
- Keck (10 m)

Keck телескоп се налази на Хавајима, близу вулкана Мауна Кеа на висини од око 4.000 m. Састоји се од сва телескопа и пречник огледала сваког од њих је 10 m. Примарно огледало се састоји од 36 шестоугаоних огледала и има и активну и адаптивну оптику.
- VLT - Very Large Telescope (8,20 m)

Овај телескоп ради као интерферометар, а раздвојна моћ му је око 1 мили-лучне секунде. Састоји се од 4 одвојена, међусобно повезана, оптичка телескопа (Antu, Kueyen, Melipal, Yepun) на Cerro Paranal-у на висини од 2.635 m у пустињи Атакама у Чилеу. Сваки телескоп има пречник огледала од 8,2 m, а 4 помоћна покретна телескопа имају пречник огледала 1,8 m.
- Kavkaz (6 m)
- Palomar (5 m)

Познат рефлектор је и телескоп Хабл (Hubble Space Telescope - HST) који кружи око Земље на висини од 600 km и обиђе је за 96 минута. Хабл је лансиран 1990. године, као заједнички пројекат NASA и ESA. Хабл је телескоп - рефлектор пречника огледала 2,4 m, а ради у љубичастом, ултраљубичастом и инфрацрвеном спектру.

## Познатији телескопи
- Свемирски телескоп Хабл - вештачки сателит у орбити око Земље са телескопом који посматра у видљивом спектру светлости, као и у спектру ултраљубичасте и инфрацрвене светлости. Хабл је у предности над земаљским телескопима, јер не зависи од временским приликама, нити на квалитет слике утиче комешање атмосфере. Осим тога, телескопима на Земљи атмосфера онемогућава пролаз таласних дужина у ултраљубичастом и инфрацрвеном спектру. Телескоп Хабл је развила и лансирала америчка свемирска агенција НАСА током деведесетих година 20. века.
- Веома велики телескоп (VLT) је скуп од четири повезана телескопа. Сваки телескоп има промер огледала од 8 m, што је тренутно међу највећим промерима огледала земаљских телескопа. VLT је смештен у пустињи Атакама у Чилеу.